# تئوبالدو دپترینی
تئوبالدو دپترینی (به ایتالیایی: Teobaldo Depetrini) بازیکن فوتبال اهل ایتالیا است که از سال ۱۹۳۶ میلادی عضو تیم ملی فوتبال ایتالیا بوده و در ۱۲ بازی ملی حضور داشته‌است. او در بازی‌های ملی‌اش گلی به ثمر نرساند.
تئوبالدو دپترینی آخرین بازی ملی خود را در سال ۱۹۴۶ میلادی انجام داد.